# Xian de Luchuan
Le xian de Luchuan (陆川县 ; pinyin : Lùchuān Xiàn) est un district administratif de la région autonome du Guangxi en Chine. Il est placé sous la juridiction de la ville-préfecture de Yulin.

## Démographie
La population du district était de 1 035 500 habitants en 2010.